# Stemmario dei dogi di Venezia
È qui organizzato, sotto forma di lista, lo stemmario dei Dogi della Repubblica di Venezia.

## Stemmario

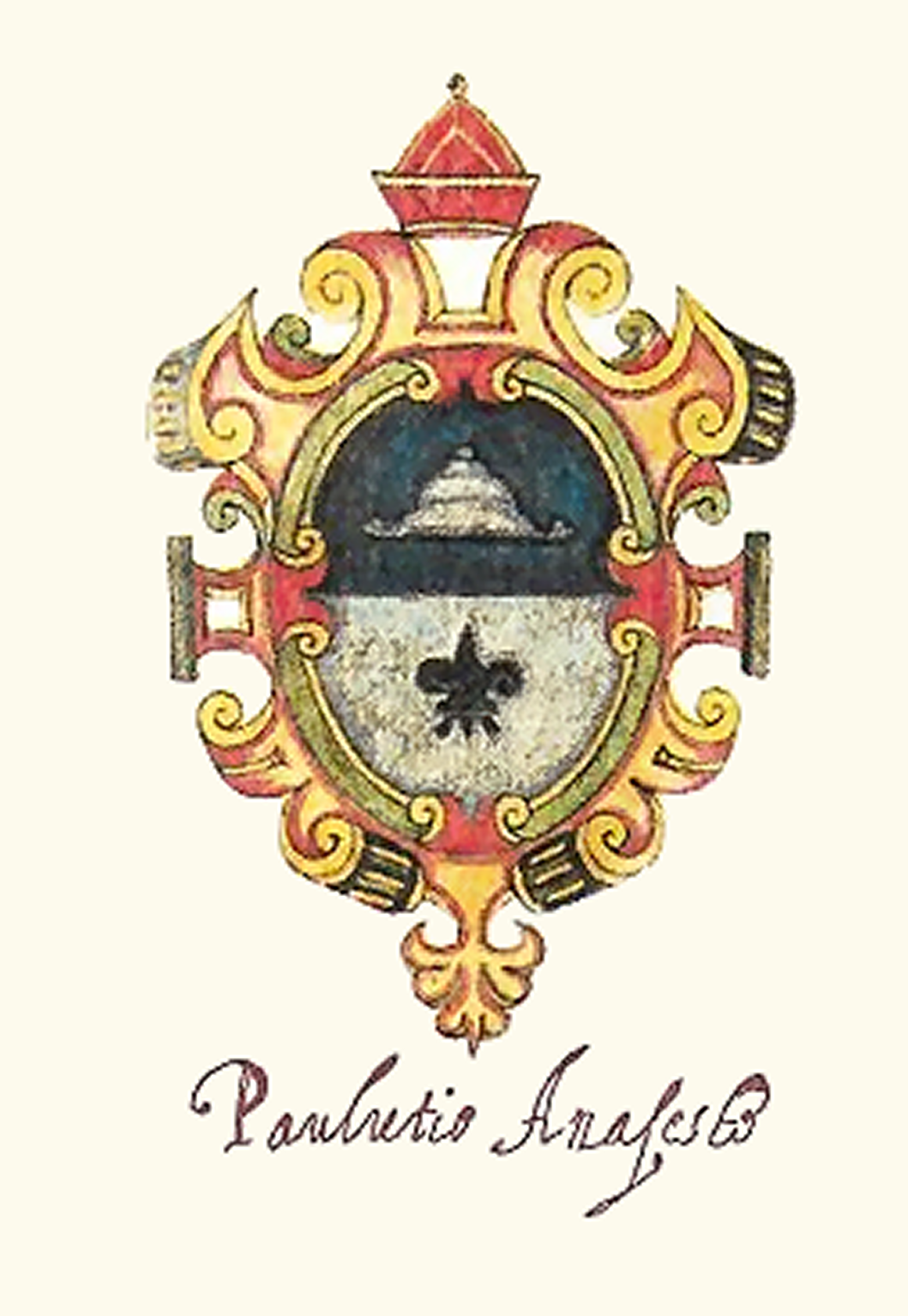
Paolo Lucio Anafesto
Marco Barbarigo
Agostino Barbarigo
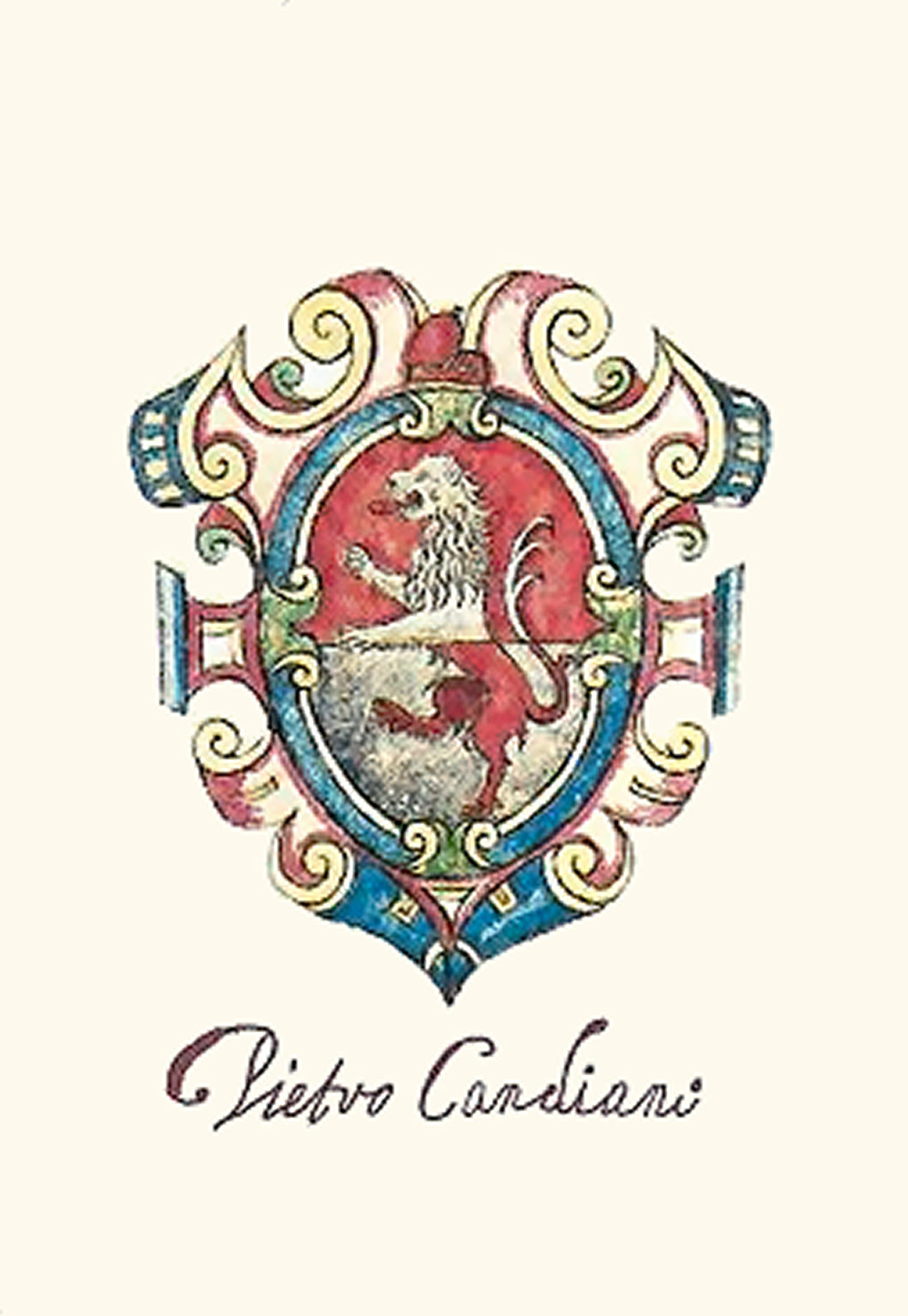
Pietro I Candiano
Lorenzo Celsi
Pasquale Cicogna
Andrea Contarini
Domenico I Contarini
Jacopo Contarini
Marco Corner
Andrea Dandolo
Francesco Dandolo
Giovanni Dandolo
Nicolò Da Ponte
Giovanni Dolfin
Leonardo Donà
Francesco Donato
Marino Faliero
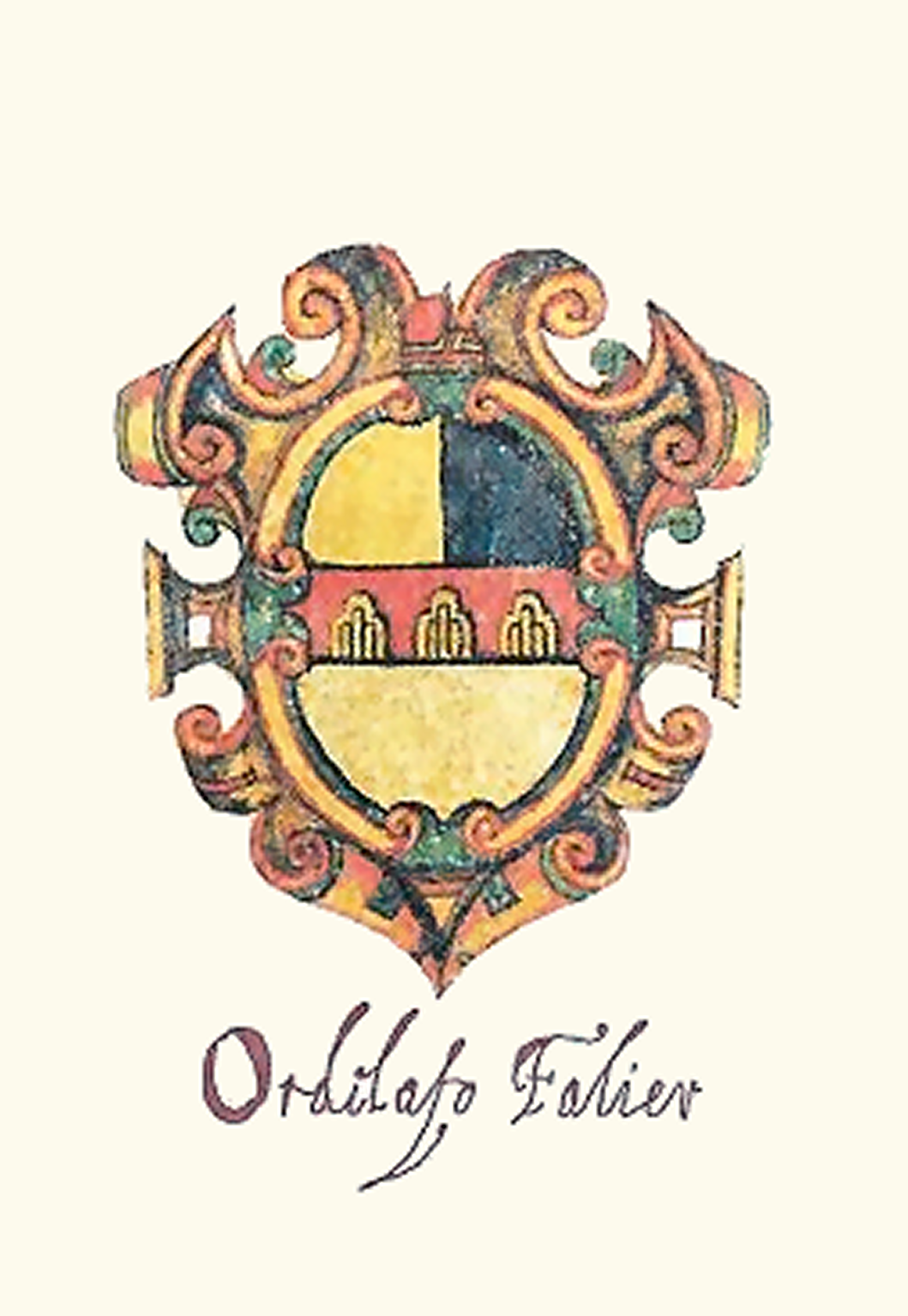
Ordelafo Faliero
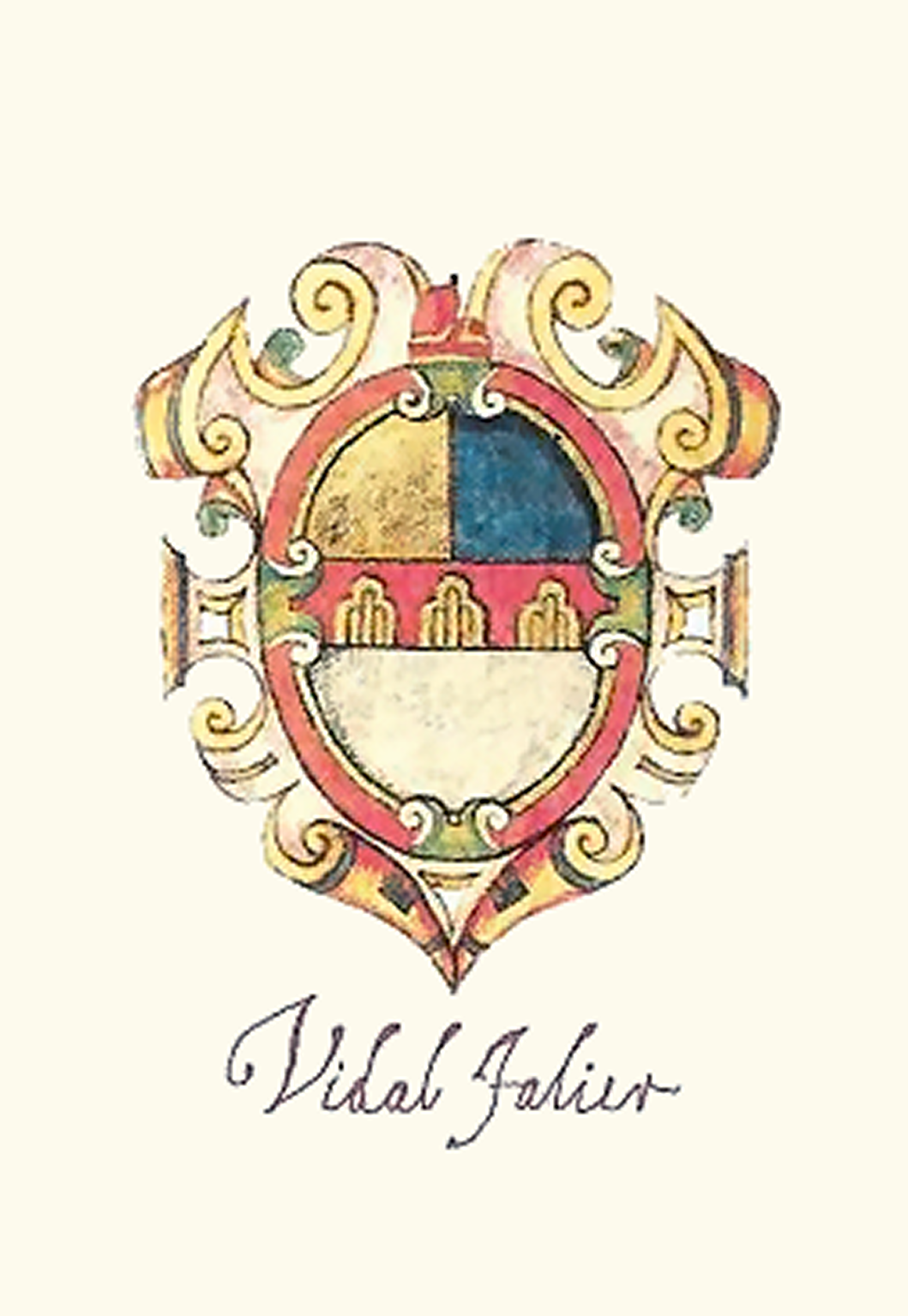
Vitale Falier
Domenico Flabanico
Francesco Foscari
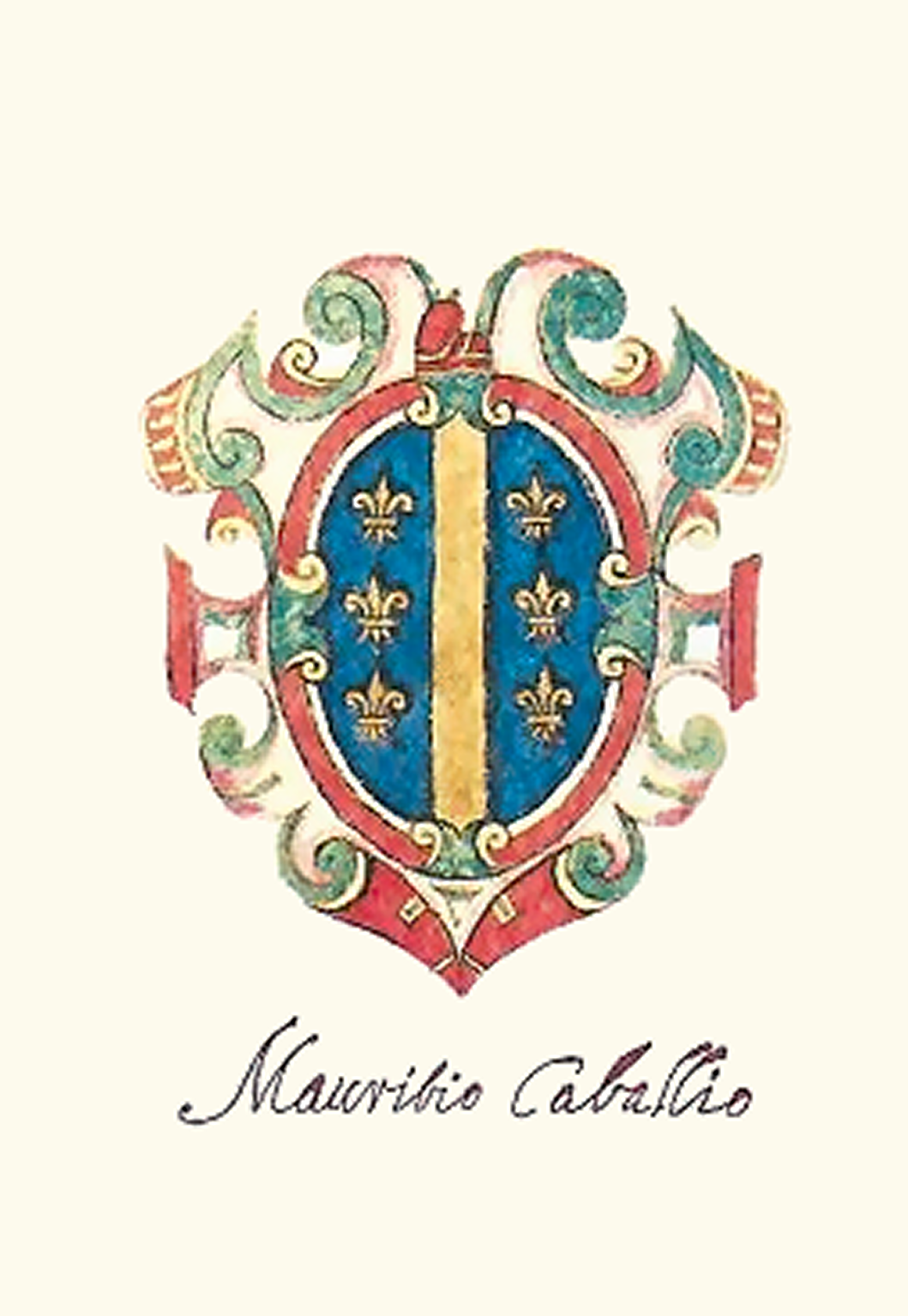
Maurizio Galbaio
Pietro Gradenigo
Antonio Grimani
Andrea Gritti
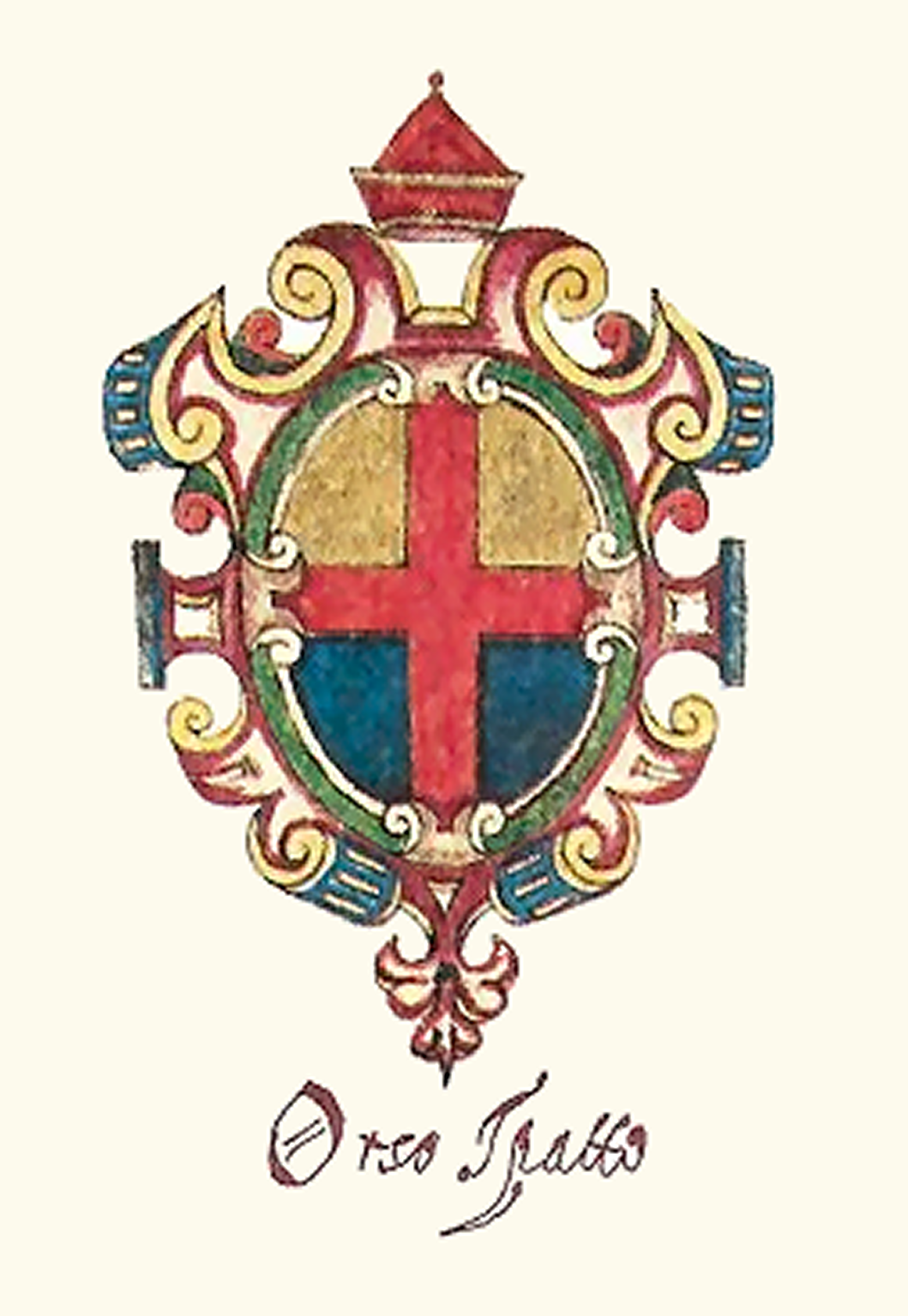
Orso Ipato
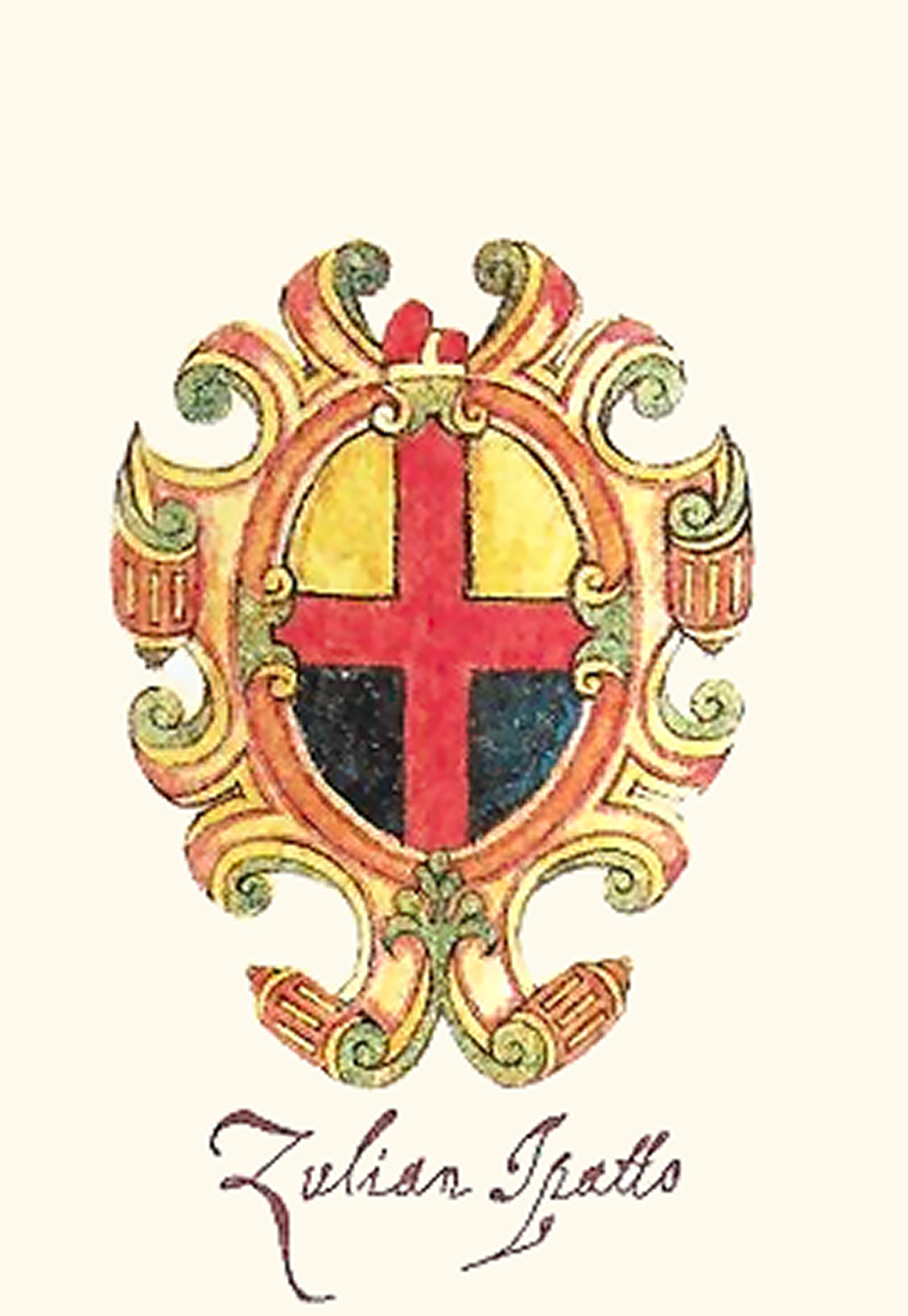
Teodato Ipato
Pietro Lando
Leonardo Loredan
Pietro Loredan
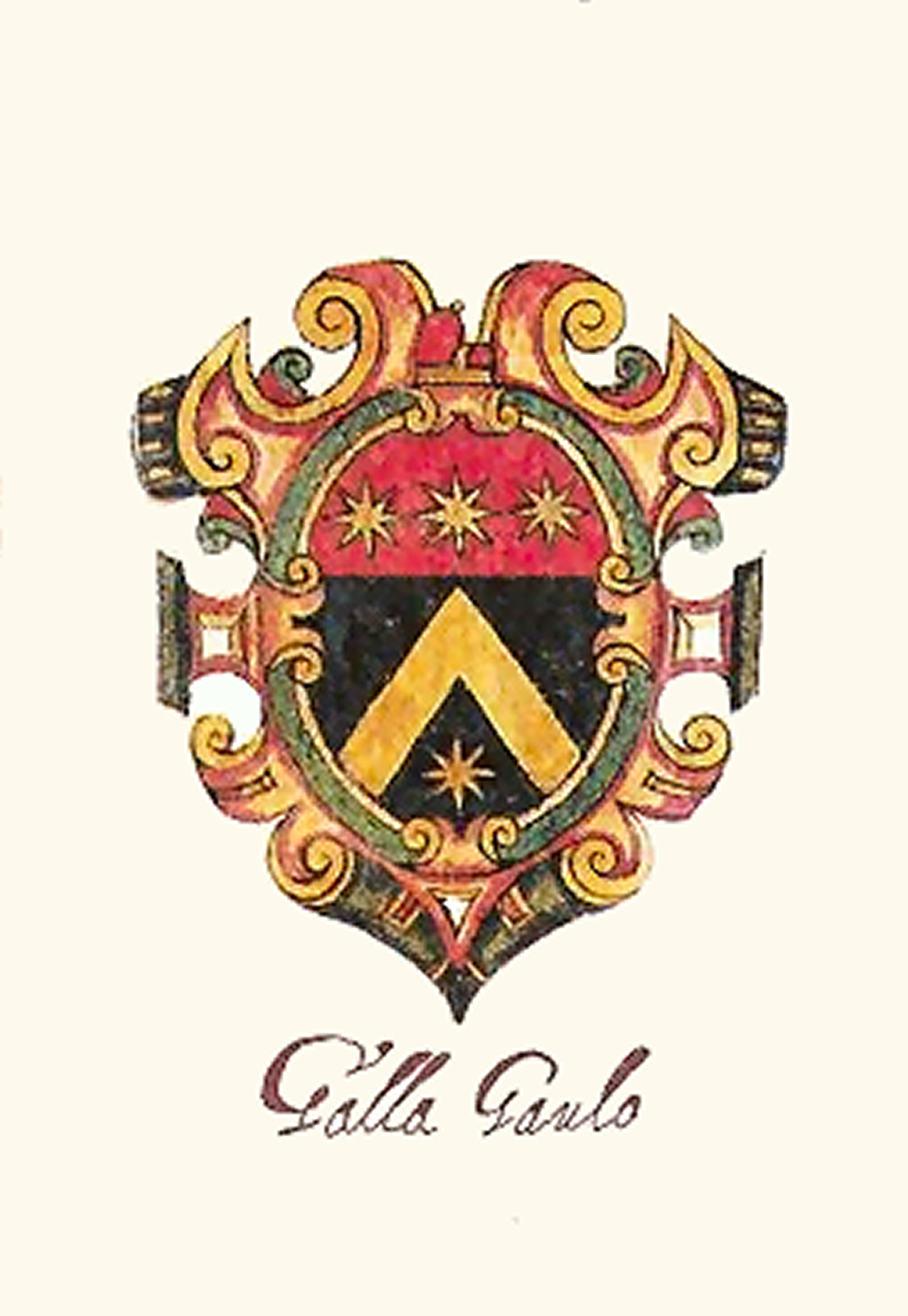
Galla Lupanio
Pasquale Malipiero
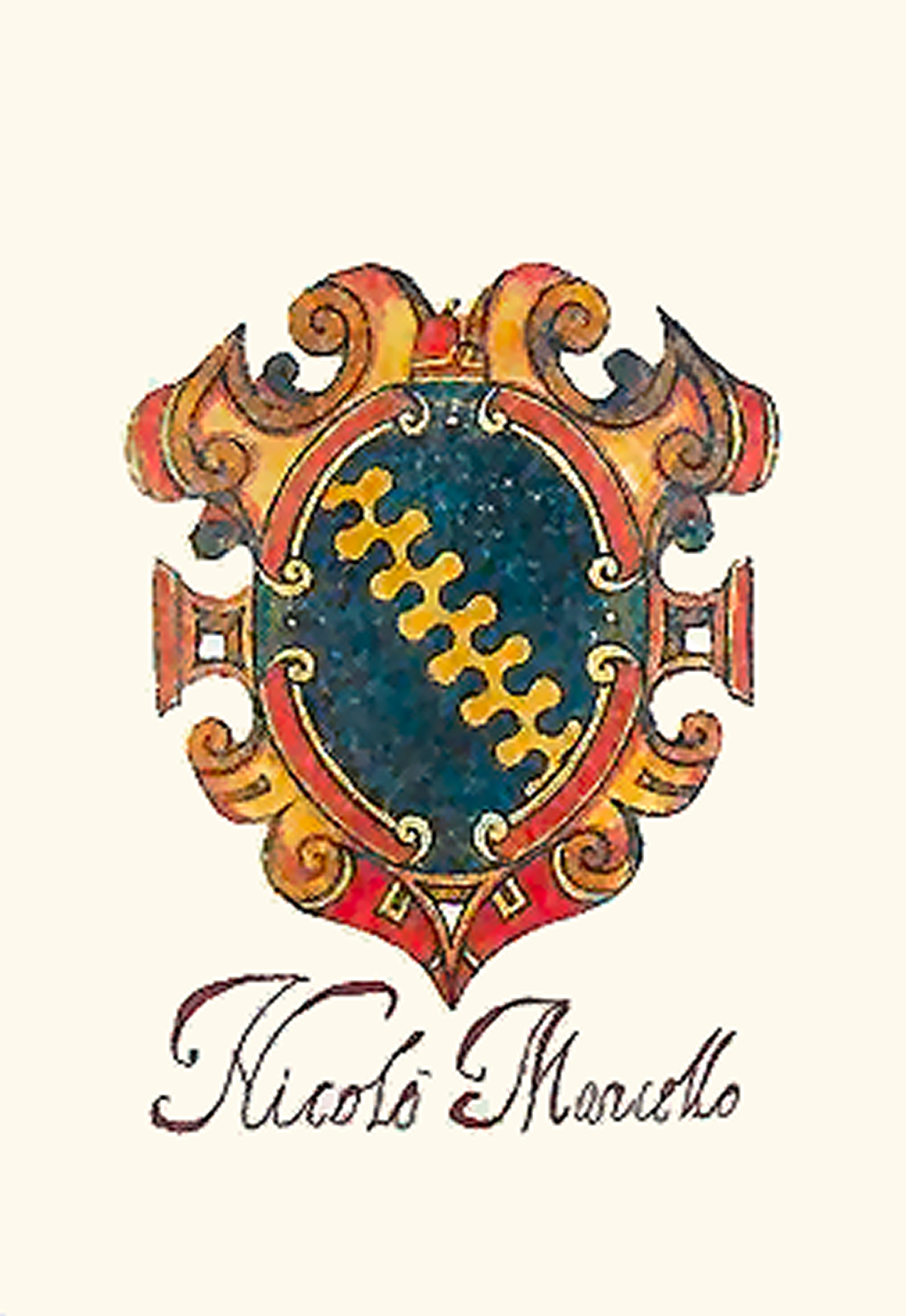
Niccolò Marcello
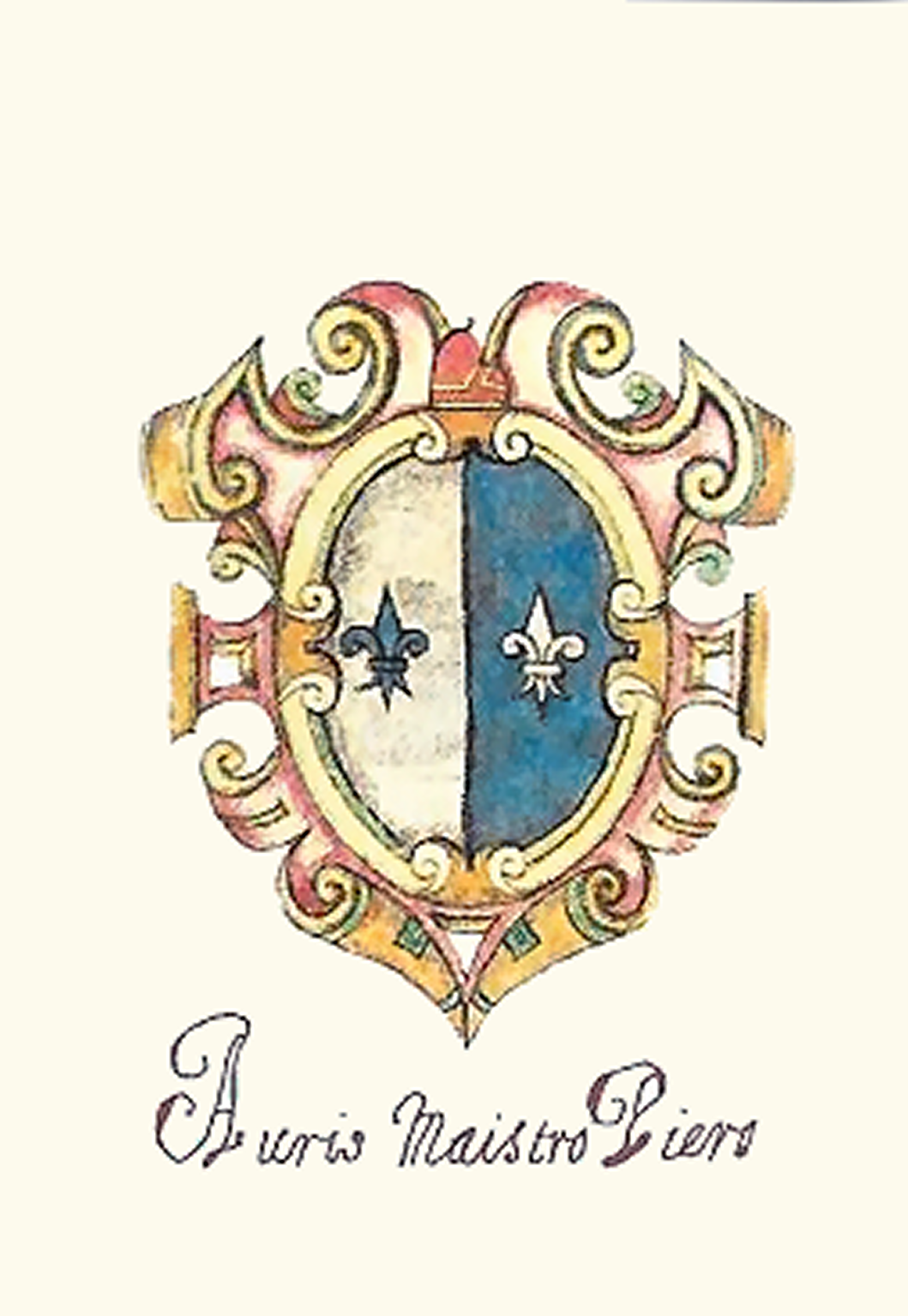
Orio Mastropiero
Marcantonio Memmo
Tribuno Memmo
Domenico Michiel
Vitale I Michiel
Vitale II Michiel
Pietro Mocenigo
Tommaso Mocenigo
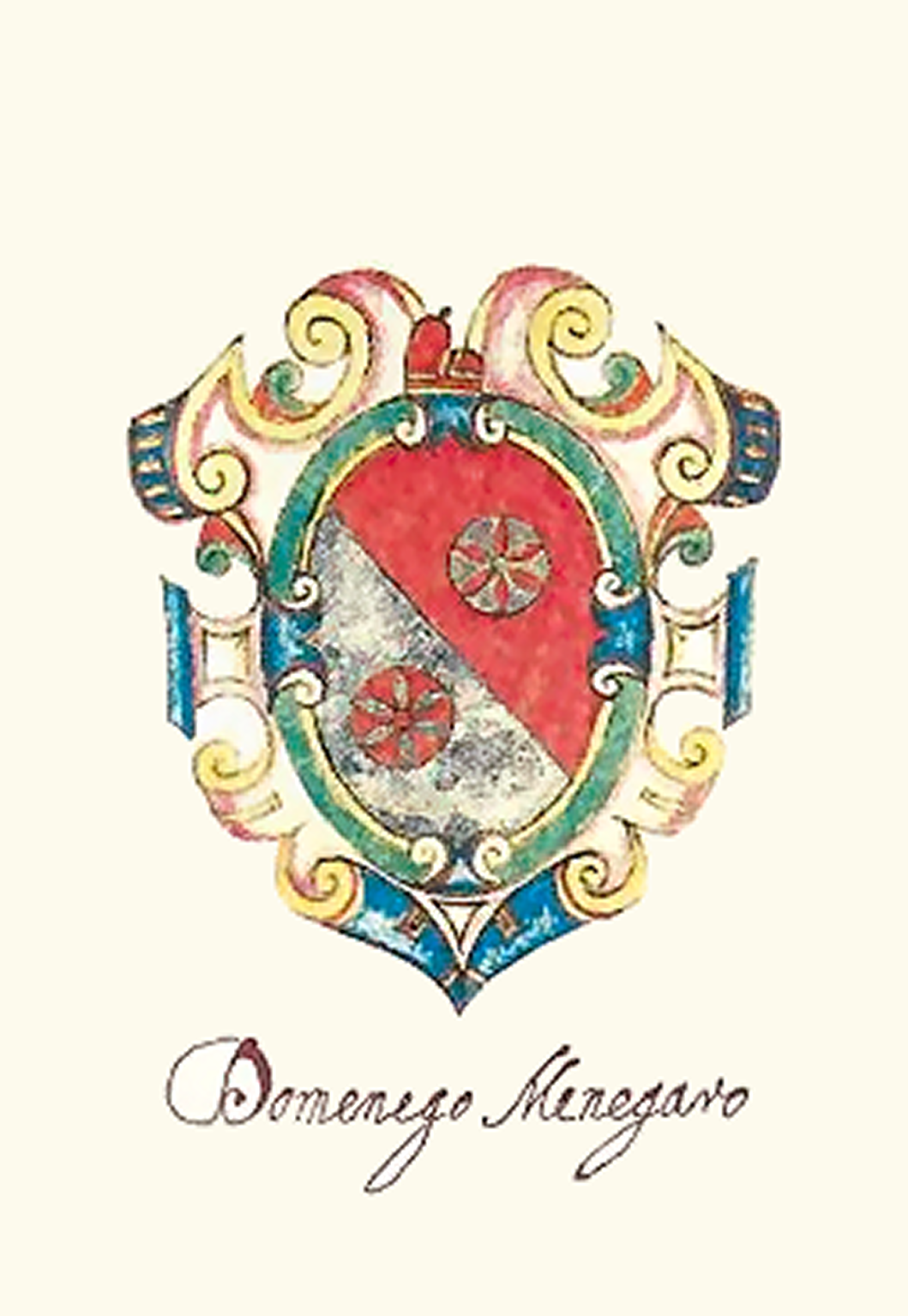
Domenico Monegario
Cristoforo Moro
Marino Morosini
Michele Morosini
Pietro I Orseolo
Pietro II Orseolo
Angelo Participazio
Pietro Polani
Lorenzo Priuli
Giovanni Soranzo
Michele Steno
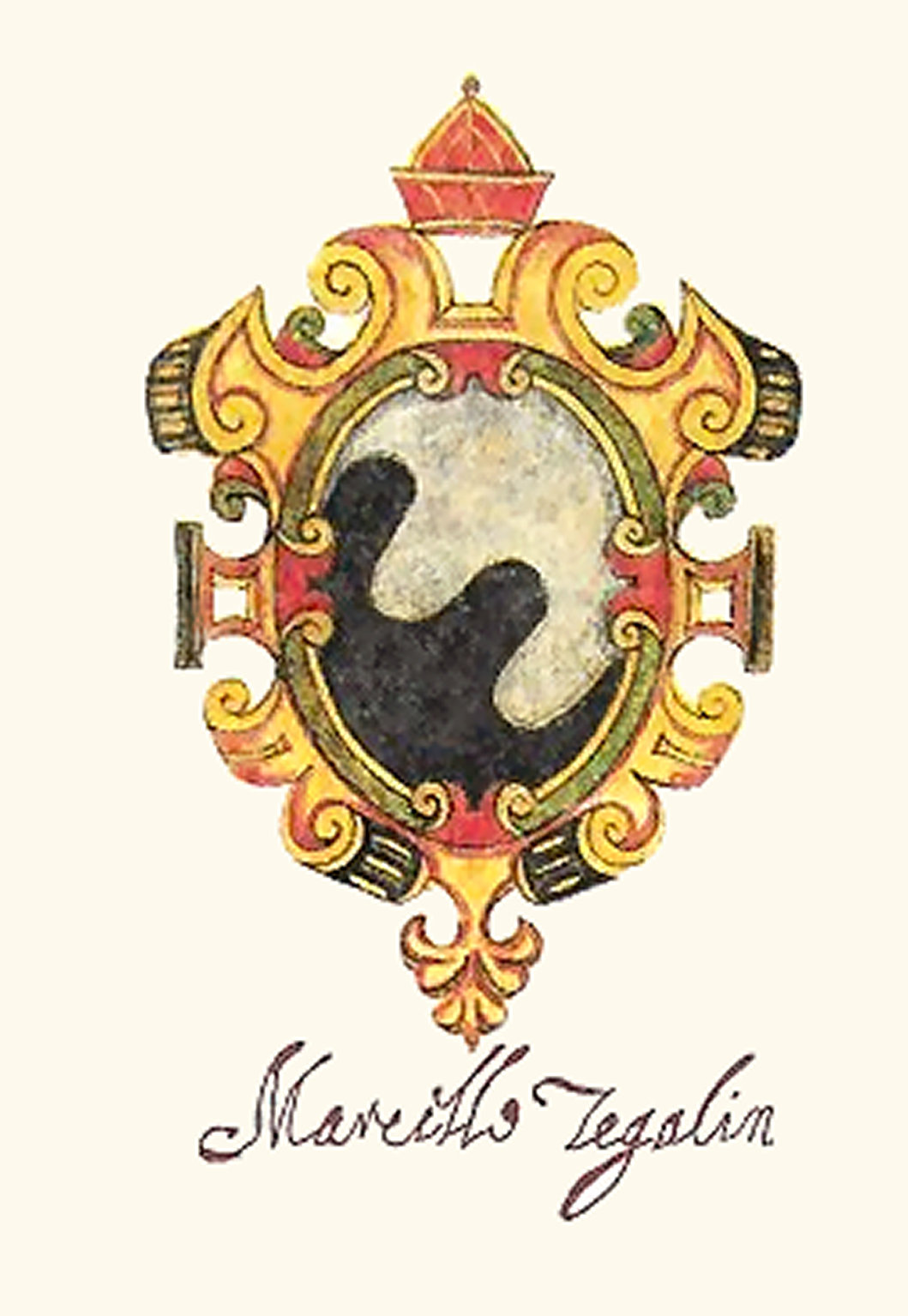
Marcello Tegalliano
Jacopo Tiepolo
Lorenzo Tiepolo
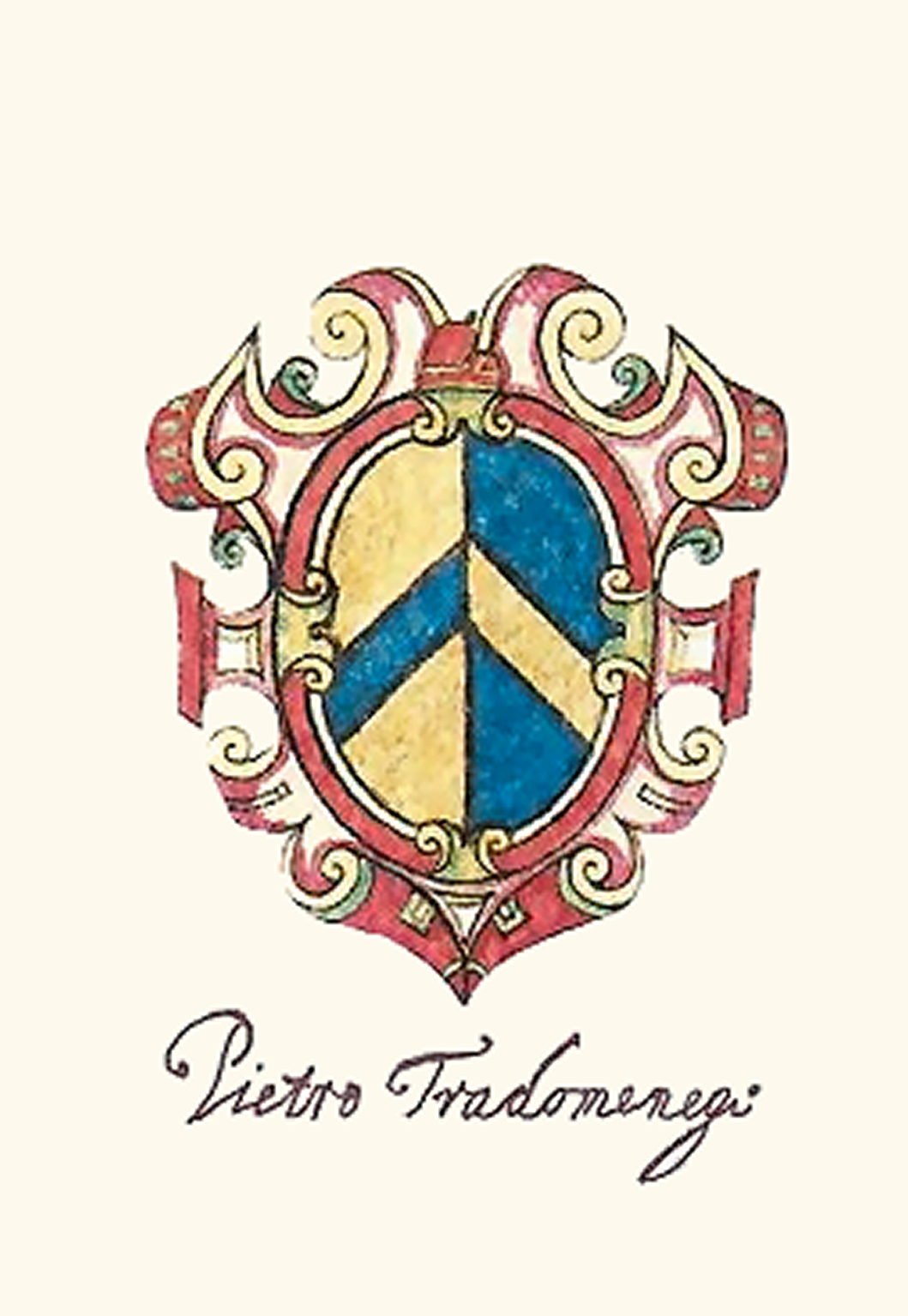
Pietro Tradonico
Marcantonio Trevisan
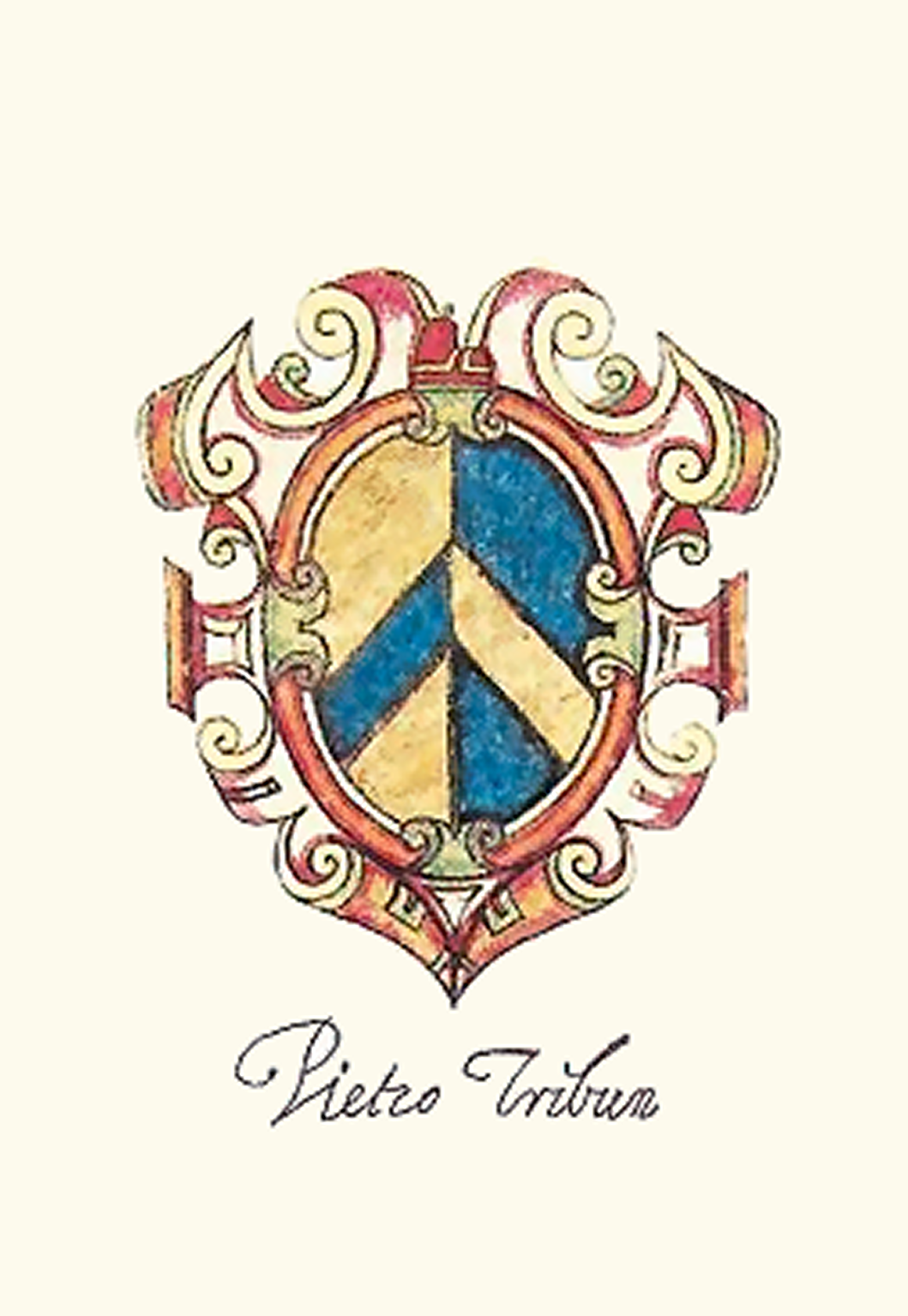
Pietro Tribuno
Niccolò Tron
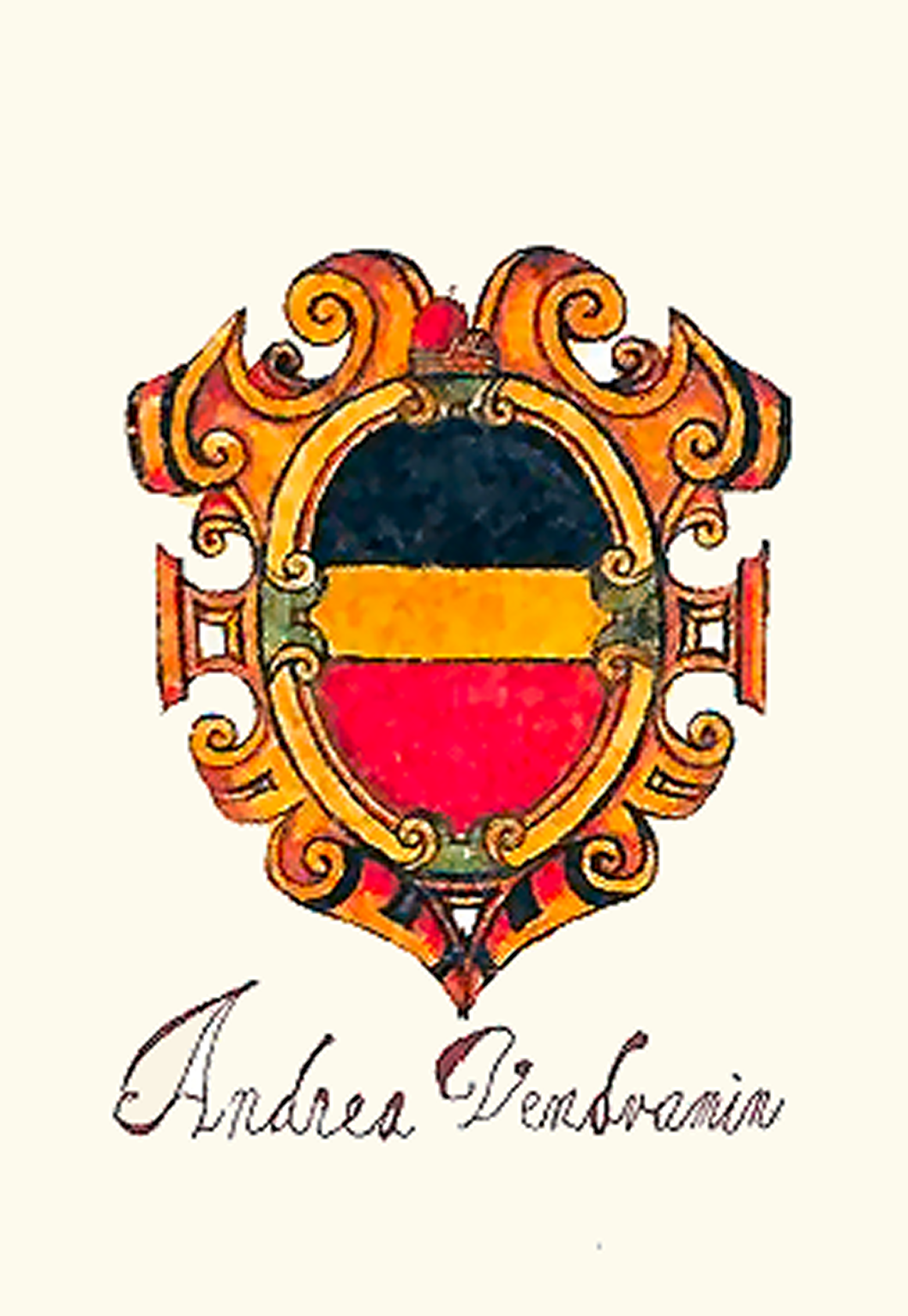
Andrea Vendramin
Antonio Venier
Francesco Venier
Sebastiano Venier
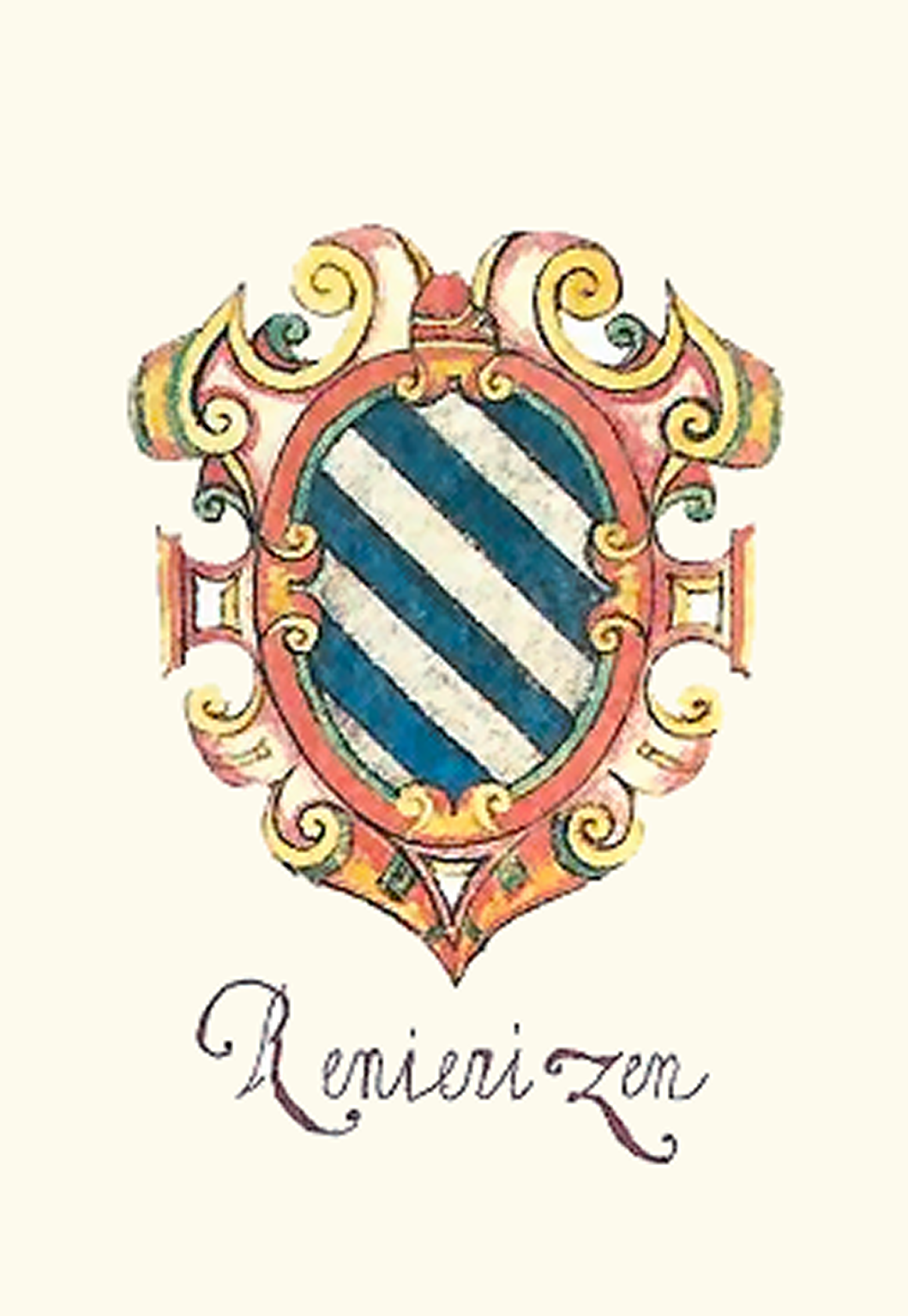
Renier Zen
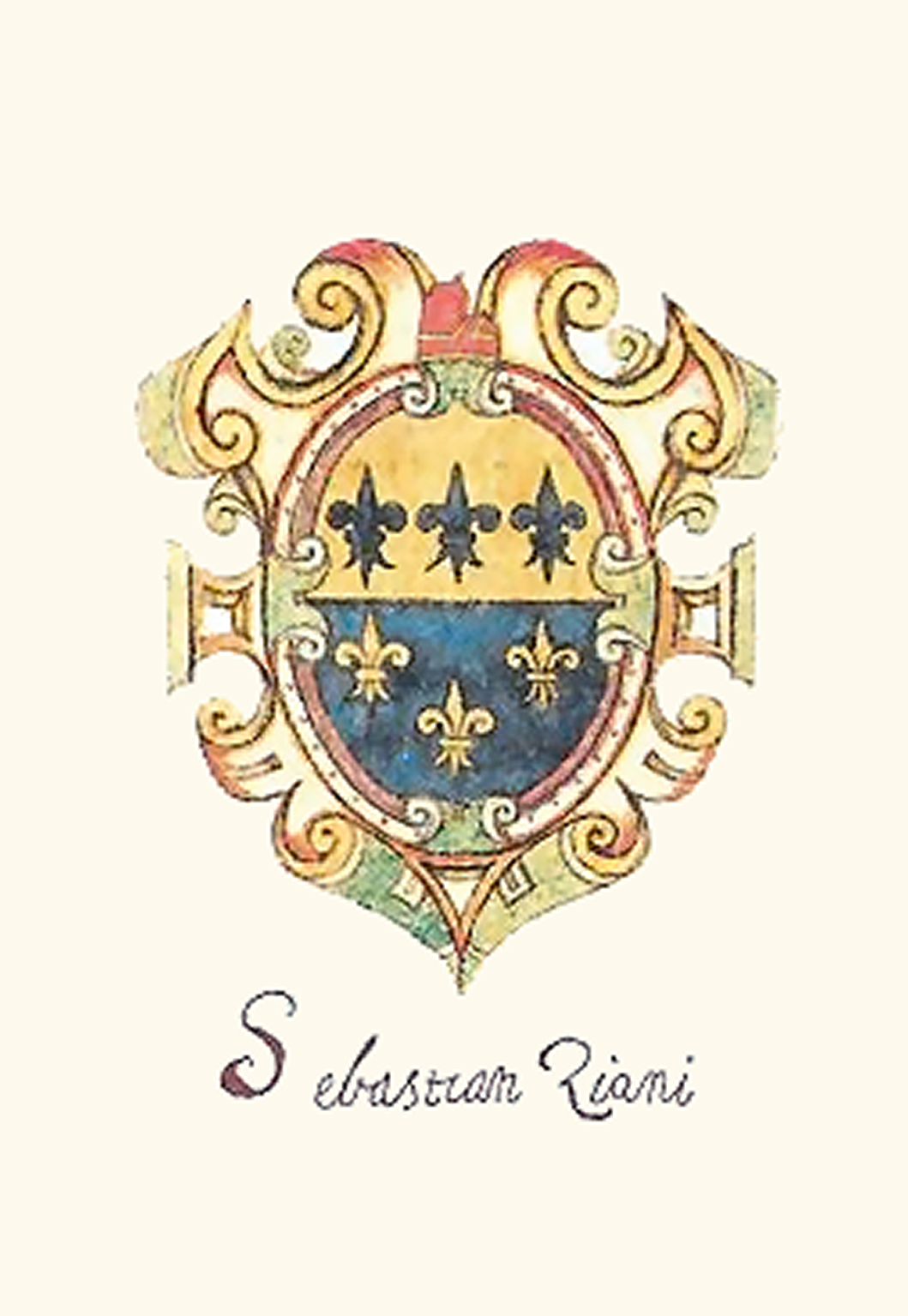
Sebastiano Ziani
Marino Zorzi

## Altre immagini
- Wikimedia Commons contiene immagini o altri file su stemmario dei dogi di Venezia